# Son Gap-do
Son Gap-do (kor. 손 갑도; ur. 12 lipca 1960) – południowokoreański zapaśnik w stylu wolnym. Brązowy medalista olimpijski z  Los Angeles 1984. Startował w kategorii 48 kg.
Trzykrotny uczestnik mistrzostw świata. Zdobył srebrny medal w 1981. Brąz na igrzyskach azjatyckich w 1982 i 1986. Trzeci w Pucharze Świata w 1982 i na uniwersjadzie w 1981 roku.